# Onycodes leptoctenopsis
Onycodes leptoctenopsis là một loài bướm đêm trong họ Geometridae.